# 穗積隆信
穗积隆信（日语：／ Hozumi Takanobu，1931年7月20日—2018年10月19日），原名铃木隆信，日本演员、声优及作家，所属事务所是Mausu Promotion。

## 个人简历
毕业于静冈县立韮高等学校。父亲是诗人穗积忠（1901-1954）。长兄穗积忠彦为酒类评论家。1953年于演员培养所毕业，年轻的时候在电影里担当过配角，其中更出演过电视剧。时代剧和警匪剧主要以饰演反派角色为主。1978年投入配音事业。
2018年10月19日凌晨，因罹患胆囊癌于神奈川县一间医院内病逝，终年87岁。

## 出版书籍
1982年，穗积隆信出版了描写家庭内部纠纷的亲子读物《爱的奇迹系列》（積木くずし）。该作一出版即引起轰动，销量超过300万册，引发了日本社会乃至全球对于问题青少年和问题家庭的普遍关注。
其中，《挽救失足女儿的父亲200天手记》最为出名。